# Helena Kaut-Howson
Helena Kaut-Howson (ur. 21 sierpnia 1940 we Lwowie) – polska aktorka i reżyser teatralny, od 1965 na emigracji w Wielkiej Brytanii.

## Życiorys
Ukończyła studia na Uniwersytecie Warszawskim oraz w 1964 reżyserię w Państwowej Wyższej Szkole Teatralnej im. Aleksandra Zelwerowicza w Warszawie. Na początku lat 60. była aktorką w Teatrze Żydowskim w Warszawie. W 1965 poślubiła Richarda Howsona i wyjechała z nim do Wielkiej Brytanii (jej mąż nie otrzymał pozwolenia na pobyt stały w Polsce).
Na emigracji występowała na polskich scenach jako aktorka. W 1967 rozpoczęła studia w Royal Academy of Dramatic Art RADA), po ukończeniu studiów pracowała jako asystent reżysera w Royal Court Theatre, następnie także jako reżyser w RADA, w pierwszej połowie lat 70 na scenach izraelskich. W 1978 wystawiła Henryka V Williama Shakespeare’a w Octagon Theatre w Bolton. Po 1979 zrezygnowała ostatecznie z aktorstwa. Jako reżyser pracowała na scenach polskich, w Teatrze Polskim ZASP, scenie Polskiego Ośrodka Społeczno-Kulturalnego oraz Teatrze Nowym, gdzie wyreżyserowała Wyjątkowe pozwolenie na pobyt nagrodzone przez Dziennik Polski i Dziennik Żołnierza w 1984 nagrodą teatralną. Od lat 80. pracowała przede wszystkim w teatrach angielskich, m.in. na scenach studenckich RADA i London Academy of Music and Dramatic Art (LAMDA), Leeds Playhouse i Playhouse w Londynie, a także m.in. w Izraelu, Kanadzie i Irlandii. W latach 1992–1995 była dyrektorem artystycznym Teatru Clwyd. W 1992 odniosła sukces przedstawieniami Pełnia księżyca według Caradoga Pricharda i Devils według Johna Whitinga. W 1994 otrzymała Peter Brook Open Space Award, a za The Rose Tattoo według Tennessee Williamsa w 1995 nagrodę dla najlepszego reżysera w ramach British Regional Theathre Awards. Od 1996 współpracowała m.in. z Royal Exchange Theatre w Manchesterze i innymi scenami w Wielkiej Brytanii, Izraelu, Japonii, USA i Kanadzie, kontynuowała także współpracę z RADA i LAMDA, po 2000 reżyserowała także w Polsce, kolejno Zwycięstwo Howarda Bakera we Wrocławskim Teatrze Współczesnym (2003), które otrzymało Grand Prix II Festiwalu Prapremier w Bydgoszczy, Miarkę za miarkę Williama Shakespeare’a w Teatrze im. Juliusza Słowackiego w Krakowie (2005), Zemstę nietoperza Johanna Straussa syna w Operze Wrocławskiej (2008), Przebudzenie wiosny Franka Wedekinda w Teatrze Powszechnym w Warszawie. W 2004 należała do założycieli Sceny Poetyckiej w Teatrze Polskiego Ośrodka Społeczno-Kulturalnego w Londynie (od 2012 pod nazwą Scena Polska.UK).
W 2022 otrzymała Nagrodę Sekcji Krytyków Polskiego Ośrodka Międzynarodowego Instytutu Teatralnego (ITI). W tym samym roku wystawiła w Globe Theatre Króla Leara z Kathryn Hunter w roli głównej.